# Nomada dybovskij
Nomada dybovskij är en biart som beskrevs av Radoszkowski 1876. Nomada dybovskij ingår i släktet gökbin, och familjen långtungebin. Inga underarter finns listade i Catalogue of Life.